# 虎形山老虎精
虎形山的老虎精，是傳說中出沒於台灣台北市劍潭山（俗稱虎形山）上的老虎精，是當地的守護神，但因為交通工程的開挖而死亡。

## 傳說
虎形山的老虎精經常出現於晚上、竹林或山腳下的大水池「虎形陂」附近，牠並不像其他傳說裡的老虎那樣富有威脅性，不僅不作祟也不吃人，一遇到人就會消失無蹤，還會守在當地村子的門口，嚇退土匪，村民都相當感謝牠。據說這隻老虎精本身就是虎形山的化身，不僅山形像虎，連樹木所形成的顏色也像是老虎的斑紋。
消失
日治時期，政府開通了一條從大直到內湖的路，並因此切斷了虎形山的山腳，據說切斷處竟然流出鮮血，流了三天三夜，染紅了虎形陂，還一直傳出老虎的哀鳴，直到一個禮拜後才消失，後來就再也沒有人見過老虎精，虎形山上的顏色也不像虎斑了。